# Mohinder Suresh
Mohinder Suresh är en rollfigur i NBC:s TV-serie Heroes och spelas av Sendhil Ramamurthy. Han är professor i genetik vid universitet i Madras och filosofie doktor med avhandling om parapsykologi. Det plötsliga mordet på hans far Chandra Suresh leder honom till New York där han försöker ta reda på om faderns teorier om människor med speciella förmågor kan vara orsaken till hans död. 
Mohinder är en av de få huvudrollerna utan speciella förmågor. Dock för han syntetiska förmågor i säsong tre. Dessa krafter utökar hans styrka, sinnen och tålighet.

## Kuriosa
- Flera avsnitt av Heroes börjar, eller slutar med en kort monolog av Mohinder.
- Mohinder var först tänkt som en 55-årig man, men Sendhil Ramamurthy gjorde rollen så bra att de bestämde sig för att skriva om rollen i manuset.[2]